# Kanazaki Mu
Kanazaki Mu (sinh ngày 16 tháng 2 năm 1989) là một cầu thủ bóng đá người Nhật Bản.

## Đội tuyển bóng đá quốc gia Nhật Bản
Kanazaki Mu thi đấu cho đội tuyển bóng đá quốc gia Nhật Bản từ năm 2009.

## Thống kê sự nghiệp
| Đội tuyển bóng đá Nhật Bản | Đội tuyển bóng đá Nhật Bản | Đội tuyển bóng đá Nhật Bản |
| Năm                        | Trận                       | Bàn                        |
| -------------------------- | -------------------------- | -------------------------- |
| 2009                       | 1                          | 0                          |
| 2010                       | 4                          | 0                          |
| 2015                       | 1                          | 1                          |
| 2016                       | 4                          | 1                          |
| Tổng cộng                  | 10                         | 2                          |

| # | Ngày                 | Địa điểm                                     | Đối thủ     | Bàn thắng | Kết quả | Giải đấu                 |
| - | -------------------- | -------------------------------------------- | ----------- | --------- | ------- | ------------------------ |
| 1 | 12 tháng 11 năm 2015 | Sân vận động Quốc gia, Kallang, Singapore    | Singapore   | 1–0       | 3–0     | Vòng loại World Cup 2018 |
| 2 | 24 tháng 3 năm 2016  | Sân vận động Saitama 2002, Saitama, Nhật Bản | Afghanistan | 5–0       | 5–0     | Vòng loại World Cup 2018 |